# Palais de Raio
Le Palais de Raio (en portugais : Palácio do Raio) est une résidence de l'époque baroque située à Braga, dans la paroisse civile de São José de São Lázaro. C'est un exemple de style baroque tardif et rococo précoce de l'architecte portugais André Soares, remarquable pour son influence dans le mouvement baroque du nord.

## Histoire

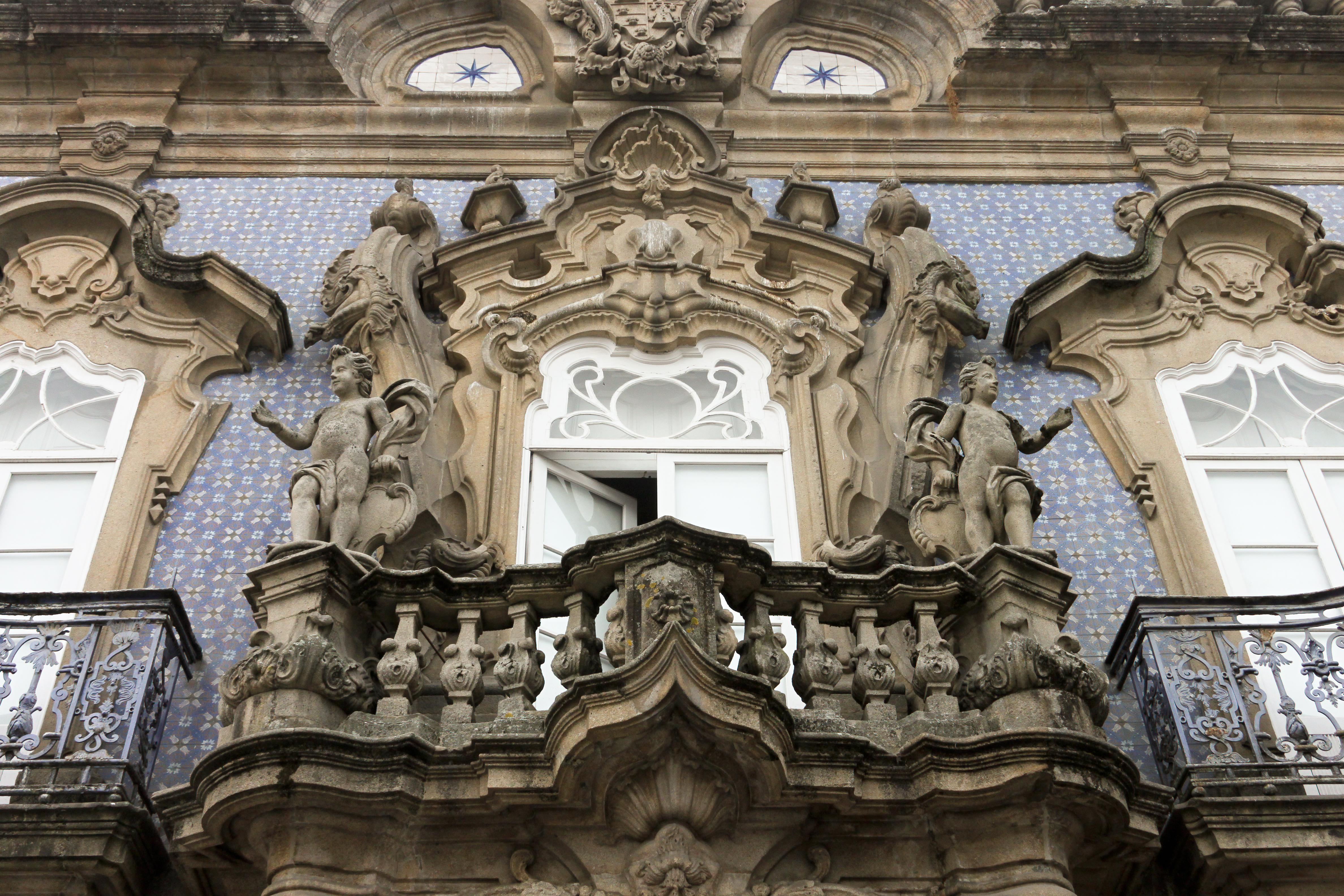
Le balcon du deuxième étage et sa riche décoration baroque

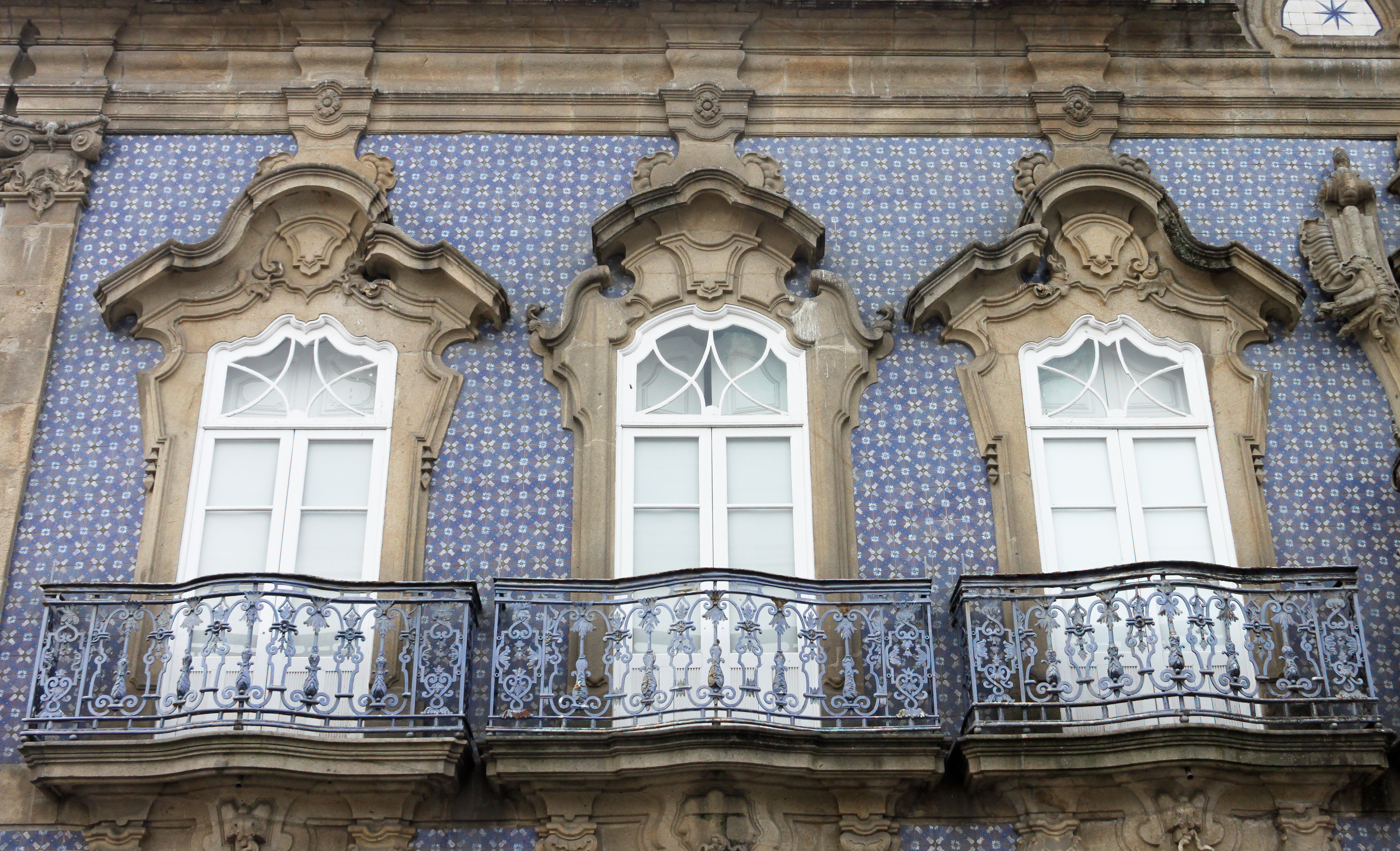
Exemples de fenêtres du deuxième étage, moins riches que le bloc central

La construction de ce palais orné a été ordonnée par João Duarte de Faria, chevalier de l'Ordre du Christ, qui était un riche marchand.
La commande fut confiée à André Soares en 1754-1755, un architecte déjà célèbre dans la région de Braga pour ses projets artistiques et d'ingénierie . Soares reformule le style introduit pour la première fois à Porto par Nasoni, fondant ses interprétations sur des croquis franco-allemands, "l'une des expressions les plus distinctes et les plus puissantes du rococo européen",. Son travail se caractérise par la nature monumentale de ses formes et par son utilisation d'éléments naturels dans les sculptures décoratives qui imprègnent le dessin, notamment les coquillages, les pots, les couronnes et les guirlandes,. Ces éléments montrent l'influence des croquis d'Augsbourg, ou du Français Meissonier, entre autres. Dans le contexte de l'art portugais, André Soares faisait partie de la fin de la période baroque et du début du rococo ; son style utilisait la structure du baroque, mais le style décoratif du rococo,. André Soares avait travaillé sur le sanctuaire de Bom Jesus et l'église Santa Maria Madalena da Falperra, et le palais Raio est considéré comme une extension du "caractère festif de Falperra",. En 1760, l'escalier est peint.
Un siècle plus tard, la résidence fut acquise par Miguel José Raio, alors vicomte de São Lázaro (en 1867), devenant ainsi, au fil du temps, connue sous le nom de Palais de Raio,.

## Architecture
Cette résidence est considérée comme l'un des ouvrages publics les plus importants d'André Soares, présentant une façade abondamment décorée, où la symétrie générale contraste avec les asymétries introduites par les fenêtres,. Cela est particulièrement vrai de la section centrale, qui est similaire aux modèles utilisés dans l'église de Falperra et le bâtiment du conseil municipal de Braga : tous ont des traits similaires. La fenêtre au-dessus de la porte principale relie un fronton incurvé, qui rappelle au spectateur l'église de Santa Maria Madalena, bien que fortement projetée du reste de la façade,. Comme le mentionne Vitor Serrão dans sa critique, c'est à travers " le sens sensuel et puissant de la déconstruction que les ouvertures annoncent presque l'art d'un Gaudi ", et le bâtiment " impose une nouveauté et un affichage, dans un rythme sensuel rococo au noble escalier comme une figure exotique invitante." ,.
À l'intérieur, se trouve le noble escalier, avec trois arches et la sculpture d'un Turc, comparable aux quatre statues de l'esplanade de l'église de Bom Jesus, que Smith attribue à André Soares,.